# Banana Republics
Banana Republics è una canzone scritta da Steve Goodman e Steve Burgh (chitarrista di Goodman) per il testo e da Jim Rothermel (saxofonista e clarinettista, anche lui come Burgh facente parte del gruppo di Goodman) insieme a Goodman per la musica; fu incisa per la prima volta nel 1976 da Steve Goodman nel suo quarto album Words We Can Dance To, pubblicato dalla Asylum Records; venne anche pubblicata su 45 giri (K 13067), con sul retro Death Of The Sales Man.

## La canzone
La canzone racconta la vita in un immaginario paese tropicale («Down to the Banana Republics, down to the tropical sun»), abitato anche da alcuni cittadini statunitensi espatriati per motivi poco chiari («Go the expatriated Americans, hopin' to find some fun») e che non vengono spiegati; gli americani passano il tempo girovagando per i bar del luogo («Late at night you will find them
In the cheap hotels and bars») spendendo i soldi in rum e lime («Spending those renegade pesos on a bottle of rum and a lime»).
La musica ha un ritmo caraibico, accompagnato nell'arrangiamento da una slide guitar.

## La cover di Jimmy Buffett
"Banana Republics" non ebbe un grande riscontro nella versione originale; l'anno successivo però venne reinterpretata da Jimmy Buffett, che la incluse nel suo album del 1977, Changes In Latitudes, Changes In Attitudes.
In questa nuova versione la canzone ebbe un successo maggiore, sia a causa della popolarità di Buffett, sia per l'arrangiamento più pop.

## La versione in italiano
Nel 1979 il cantautore italiano Francesco De Gregori tradusse il testo in italiano, mutando il titolo in "Banana Republic", e presentandola durante il tour estivo dello stesso anno realizzato insieme a Lucio Dalla; la canzone, che diede il titolo alla tournée, venne anche inclusa nel disco dal vivo Banana Republic, ed allo stesso modo venne intitolato il film concerto realizzato dai due cantautori.
Qualche mese dopo, ad ottobre del 1979, De Gregori pubblicò una versione in studio da solista dello stesso brano, nel 45 giri Viva l'Italia/Banana Republic (RCA Italiana, PB 6391).
Il testo in italiano è una traduzione abbastanza fedele dell'originale, con qualche licenza: ad esempio «Down to the Banana Republics, down to the tropical sun» diventa «Laggiù nel paese dei tropici dove il sole è più sole che qua». «A bottle of rum and a lime» diventa «Un bicchiere di vino e di rum», e così via.
Gli Inti Illimani hanno spesso eseguito dal vivo questo brano in italiano; una registrazione è presente nel sito della Rai
Nel 2003 gli Stadio ne hanno inciso una versione nell'album antologico Storie e geografie; Banana Republic è uno dei quattro inediti del disco.

## La versione in spagnolo
Nel 1981 Ana Belén incide una versione in spagnolo della canzone, intitolata come quella in italiano "Banana Republic": il testo, tradotto da Victor Manuel San José, ricalca in molti punti quello di De Gregori, dando l'impressione di essere stato tradotto dall'italiano e non dall'originale, e d'altronde il cantautore romano viene citato nella copertina dell'album che contiene la canzone, Con Las Manos Llenas, come coautore (seppure con un errore, Di Gregori al posto di De Gregori).
Un esempio può essere il verso iniziale, «Existe un pais en los tropicos donde el sol es un sol de verdad», che richiama più il corrispondente italiano che l'originale inglese.

## Altre incisioni
La canzone è stata inserita dalla casa discografica, dopo la morte di Steve Goodman nel 1984, in altre sue incisioni postume: ricordiamo le raccolte The Best of the Asylum Years. Volume one del 1988, No Big Surprise del 1994 e Easter Tapes del 1997, in cui la versione è quella originale del 1976 e l'album dal vivo Live Wire, in cui viene eseguita in chiave acustica.
Un'altra esecuzione dal vivo si trova nel DVD Live from Austin City Limits... and more!.